# María Cecilia Botero
Pour les articles homonymes, voir Botero.
María Cecilia Botero est une actrice colombienne née le 13 mai 1955 à Medellín, en Antioquia.

## Biographie

### Le début
Elle a étudié l'anthropologie bien avant de devenir actrice.
Fille du professeur Jaime Botero Gómez e nièce de Dora Cadavid.
Elle débute avec El Fantasma de Canterville , en 1971, aux côtés de Carlos Benjumea, Maruja Toro, Enrique Pontón et Franky Linero. Elle remplacé Mariela Hijuelos, décédée lors de l'enregistrement de La Vorágine (1975). Elle était Manuela Saénz dans la série Bolívar, l'homme des difficultés en 1981. Elle était María Cándida dans La Pezuña del Diablo (1983), Yadira La Ardiente dans Caballo viejo (1988) et Sándalo Daza dans Música maestro (1990).
Ses frères Óscar Botero et Ana Cristina Botero sont également acteurs .

### Réussite professionnelle
Elle fait ses débuts en tant qu'actrice de cinéma en 1972, lorsqu'elle a joué dans le film María, aux côtés de Fernando Allende.
María Cecilia Botero a assumé le passage des années avec professionnalisme, dignité et force, devenant ainsi l'une des figures les plus aimées du divertissement colombien .
Parallèlement à sa carrière d'actrice, María Cecilia a produit et joué dans plusieurs comédies musicales réalisées par son mari, l'Argentin David Stivel (avec qui elle s'est mariée en 1982), aujourd'hui décédé. Avec lui, elle a eu un fils nommé Mateo Stivelberg.
Son rêve de populariser le théâtre musical en Colombie l'a amenée à réaliser des productions aussi importantes que Peter Pan, Sugar et La Mujer del Año. Elle s'est également fait remarquer en tant que présentatrice du journal télévisé et animatrice des talk-shows Maria C. Contigo et Las Tardes de Maria C.. 
En 2005, elle a été invitée à faire partie de la telenovela Lorena, produite par RCN Television, où elle a joué son premier rôle antagoniste, donnant vie à la diabolique Rufina de Ferrero, où elle a radicalement changé de look et montré sa grande capacité histrionique. 
María Cecilia n'a pas négligé sa vocation d'enseignante et dirige l'Académie Charlot,l'école de théâtre que son père a créée à Bogota, Jaime Botero.
Il a présenté l'émission Día a Día sur la chaîne de télévision Caracol, avec Catalina Gómez et Agmeth Escaf.

### FilmEncanto
En 2021, elle a participé avec la voix espagnole de grand-mère Alma au film Encanto, produit par Disney,, aux côtés des voix d'acteurs tels que John Leguizamo, Angie Cepeda, Carolina Gaitán, entre autres.

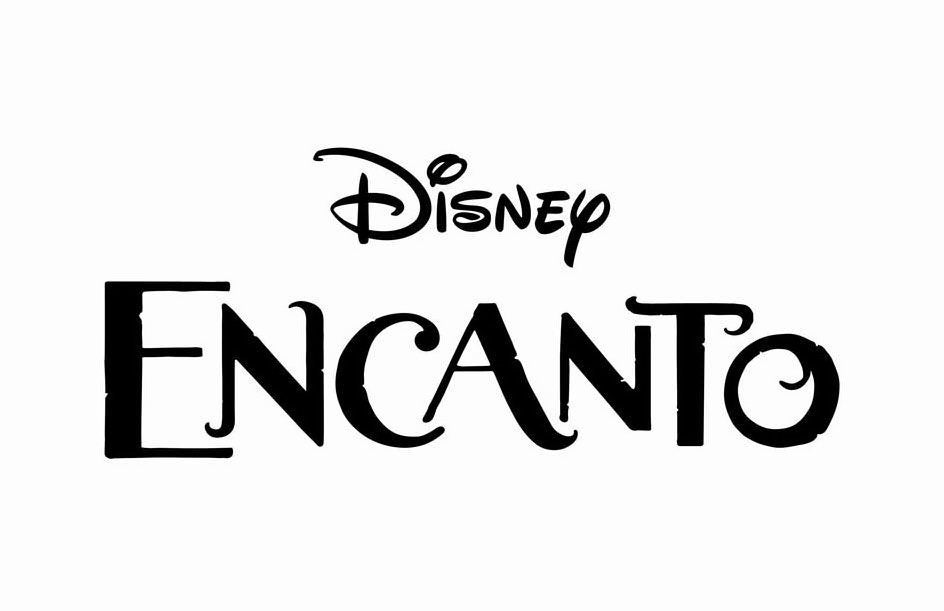
En 2021, Botero a participé au film Disney intitulé Encanto, avec la voix espagnole de grand-mère Alma.

## Filmographie

### Cinéma
- 1972 : María
- 2017 : Los Oriyinales
- 2019 : Amalia : Elena
- 2019 : El que se enamora pierde : La patronne
- 2021 : Encanto : La Fantastique Famille Madrigal : Grand-mère Alma

### Télévision
- 1973 : Caminos de gloria
- 1981 : La Tante Julia et le Scribouillard
- 1982 : El hombre de negro (93 épisodes)
- 1983 : La pezuña del diablo (3 épisodes)
- 1983 : Amalia
- 1985 : Camino cerrado : Patricia (3 épisodes)
- 1986 : Los dueños del poder (3 épisodes)
- 1987 : Destinos cruzados (3 épisodes)
- 1988 : Mi sangre aunque plebeya : Carmen (3 épisodes)
- 1988 : Caballo viejo (180 épisodes)
- 1989 : La rosa de los vientos (170 épisodes)
- 1990-1991 : Música, maestro (300 épisodes)
- 1997 : Dos mujeres : Laura Blanco (200 épisodes)
- 2003 : A.M.A. la academia : Victoria Giraldo (3 épisodes)
- 2005 : Lorena : Rufina de Ferrero (159 épisodes)
- 2007-2008 : Nuevo rico, nuevo pobre : Antonia de Ferreira (193 épisodes)
- 2008 : Muñoz vale por 2 (45 épisodes)
- 2010 : Secretos de familia : Mercedes Romero Viuda de San Miguel (99 épisodes)
- 2011 : La bruja : Carmen (32 épisodes)
- 2013 : La hipocondríaca : Maruja Maldonado de Pulido (1 épisode)
- 2019-2021 : Enfermeras : Beatriz Ramírez (26 épisodes)
- 2020 : La venganza de Analía (57 épisodes)